# Pearson (motorfiets)
Pearson is een historisch merk van motorfietsen.
De bedrijfsnaam was Pearson Bros, Southsea, Hampshire.
Pearson was een Engels merk dat gebruik maakte van een Franse 3 pk Aster-motor. De productie begon in 1903 maar werd in 1904 al stopgezet.